# Krzna
La Krzna est une rivière qui s'écoule en Pologne dans la voïvodie de Lublin. Son cours fait 120 km. Elle rejoint le Boug à la frontière biélorusse, non loin de Brest. C'est donc un sous-affluent de la Vistule.

## Géographie
La Krzna passe par la ville de Międzyrzec Podlaski.
La Krzna est reliée au Wieprz par un canal.